# إلين إتش كيم
إلين إتش كيم (بالإنجليزية: Elaine H. Kim) هي عالمة اجتماع وصحفية أمريكية، ولدت في 26 فبراير 1942 في نيويورك في الولايات المتحدة.